# Diamond Lake (Tasman)
Der Diamond Lake ist ein Gebirgssee im Tasman District auf der Südinsel von Neuseeland.

## Geographie
Der Diamond Lake befindet sich direkt südlich angrenzend an der Lockett Range, zwischen dem Lake Lockett, rund 980 m südwestlich und dem Lake Lilli, rund 660 m südlich sowie dem dahinter liegenden Iron Lake, rund knapp 2 km südlich entfernt. Der auf einer Höhe von 1230 m liegende See umfasst eine Fläche von 7,2 Hektar und besitzt einen Umfang von gut 1 km. Seine Länge beträgt rund 400 m in Westnordwest-Ostsüdost-Richtung und seine Breite rund 265 m in Südsüdwest-Nordnordost-Richtung.
Gespeist wird der See hauptsächlich durch den von Westen kommenden Diamond Lake Stream, der den See auch an seinem östlichen Ende in Richtung des Cobb River entwässert.